# Luke Neite
Luke Neite (* 1992 in Hildesheim) ist ein deutscher Schauspieler.

## Leben
Luke Neite sammelte seine ersten Bühnenerfahrungen im Jugendclub des Theaters für Niedersachsen, u. a. im Musical Fame. Sein Schauspielstudium absolvierte er von 2014 bis 2018 an der Hochschule für Musik und Theater Rostock. Bereits während seiner Ausbildung, die mit verschiedenen Stipendien gefördert wurde, gastierte er in mehreren Produktionen am Volkstheater Rostock, u. a. als Sylvain in der Komödie Das Sparschwein von Eugène Labiche. Im März 2019 gastierte er, gemeinsam mit Julian Fuchs, im Trillke-Gut in Hildesheim mit der selbstgeschriebenen Zwei-Mann-Produktion Der Traum des Roboterkönigs, die im Frühjahr 2018 den Preis für „Zusammenspiel und poetische Momente“ des „hmt interdisziplinär“-Wettbewerbs der Hochschule für Musik und Theater Rostock gewann.
Seit seinem Studienabschluss arbeitet Neite hauptsächlich für Film und Fernsehen. Er wirkte dabei u. a. in Produktionen des ZDF, des WDR und von Sat1 mit.
In dem Fernsehfilm Schwiegereltern im Busch (2019) war er als Partner der Jungschauspielerin Athena Strates als deren Freund Jochen zu sehen. Im Kölner Tatort: Kaputt (Erstausstrahlung: Juni 2019) spielte er, u. a. mit Svenja Jung als Partnerin, den jungen, später ermordeten Studenten Lukas Strauss, der befürchtet, dass sein an der Tötung eines Polizisten mitbeteiligter Kumpel zur Polizei gegangen sein könnte. In der 5. Staffel der TV-Serie In aller Freundschaft – Die jungen Ärzte (2019) hatte er, an der Seite von Jasper Diedrichsen, eine Episodenhauptrolle als jüngerer Bruder eines beruflich und privat rivalisierenden Geschwisterpaars. In der 16. Staffel der ZDF-Serie SOKO Wismar (2020) übernahm er eine der Episodenrollen als „maulfauler“ und gelangweilter Mitarbeiter eines getöteten Handwerkers.
Außerdem stand er als NS-Soldat Hermann in der norwegischen Kino-Produktion Flukten Over Grensen, die im Februar 2020 in die norwegischen Kinos kam, vor der Kamera.
Im August 2021 trat er in die CDU ein. Zuvor hatte er sich an einer Guerilla-Aktion gegen den Wirtschaftsrat der CDU beteiligt. Ziel dieser und anschließender Verhandlungen sollte der Ausschluss des Lobbyverbands aus dem Parteivorstand sein, in dem dieser das Anrecht auf einen dauerhaften Platz mit Rederecht genießt. Bei den bis Ende 2024 andauernden Verhandlungen wurde Neite unter anderem durch Lobbycontrol unterstützt.
Luke Neite lebt in Leipzig.

## Filmografie (Auswahl)
- 2018: SOKO Leipzig: Goldkind (Fernsehserie, eine Folge)
- 2018: Der Showman (Kurzfilm)
- 2019: Schwiegereltern im Busch (Fernsehfilm)
- 2019: Ria (Kurzfilm)
- 2019: Tatort: Kaputt (Fernsehreihe)
- 2019: In aller Freundschaft – Die jungen Ärzte: Herz und Verstand (Fernsehserie, eine Folge)
- 2020: SOKO Wismar: Der Schwedenschatz (Fernsehserie, eine Folge)
- 2020: Flukten Over Grensen (The Crossing, Kinofilm/Norwegen)